# 生殖的隔離
生殖的隔離（せいしょくてきかくり、英: Reproductive isolation）とは、広義には二つの個体群の間での生殖がほとんど行えない状況すべてを指す。狭義には複数の生物個体群が同じ場所に生息していても互いの間で交雑が起きないようになる仕組みのことである。生殖的隔離が存在することは、その両者を異なった種と見なす重要な証拠と考えられる。
ただし、人工授精などの手段によって強制的に交配させた場合にはこの仕組みを超えて雑種が生まれる場合がある。

## 概説
生殖的隔離、あるいは生殖隔離とは、ある生物群二つの間で、その間の有性生殖による交流が存在しない事である。つまり、二つの群の個体の間で交配が出来ない状況がある場合、それらは生殖的に隔離されているという。これは、その可能性がないというよりは、現実にそれが起こらない、ということである。

## 隔離機構
生殖的隔離をもたらす機構には様々なものが知られているが、それらを交配前隔離（premating isolation）と交配後隔離（postmating isolation）とに大別して理解することが広く行われている。より細かく見て、接合子の形成がみられるか否かを基準として接合前隔離（prezygotic isolation）と接合後隔離（postzygotic isolation）とに区分することも多い。これらはほぼ同様のものであるが、交配しても接合子が形成されない隔離様式があり、完全に一致するものではない。

### 接合前隔離
- 異種間で求愛行動など配偶行動が異なるために生殖行為が行われない。

たとえば成虫が発光するホタルの場合、発光パターンによって雌雄間の情報交換を行うため、発光パターンが異なる種間では交配が行われない。
- 交尾器や花の構造が合致しないために生殖行為が行われない。

昆虫類では雌雄の生殖器がキチン質で構成され、構造が異なる種間では交尾が成立しない例が多い。
- 生理的に交配が成立しないしくみがある。

### 接合後隔離
- 交尾はできても、流産するので、子供が誕生しない。理由は、ゲノムインプリンティングなど。
- 雑種が生まれても、遺伝的に生殖能力が欠如するなどして子孫を残せない。e.g.ラバ

## 隔離と種分化
生物の進化に関連して、隔離が種分化の主たる原因であるとする考えを隔離説という。ここで言う隔離は、地理的な隔離を念頭に置くこともあるが、本質的に重要なのは生殖的隔離である。ほぼ同一の二つの生物群が生殖的に隔離されると言うことは、二つの遺伝子プールの間での交流が行われなくなると言うことである。たとえば片方の遺伝子プール内で偶発的な偏りが生じても、新たな突然変異が生まれても、それは片方の内部の変化にとどまり、結果的には両者の遺伝的な差が増大すると考えられるからである。
また、生殖的に隔離された個体群の間に形質の差があれば、その両者を別種と見なす考えもある。もちろん、形質の差が大きくなければそれ以下の亜種や変種として扱う場合もある。つまり生殖的隔離は種の定義の一つにも考えられる。ただし、これが常に当てはまるとは限らない。